# استان انریکو بالدیویزو
استان انریکو بالدیویزو (به اسپانیایی: Provincia de Enrique Baldivieso) یکی از استان‌های بولیوی در بولیوی است که در شهرستان پوتوسی واقع شده‌است. استان انریکو بالدیویزو ۲٬۲۵۴ کیلومتر مربع مساحت و ۱٬۶۴۰ نفر جمعیت دارد.